# Luwingu
Luwingu – miasto w Prowincji Północnej w północnej Zambii.
W 2010 roku zamieszkiwane było przez 231 824 tys. mieszkańców.